# Hagbarth Strøm

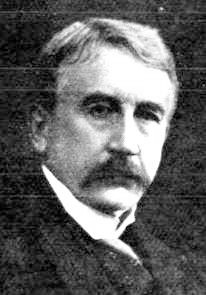
Hagbarth Strøm.

Hagbarth Strøm, född 26 september 1854 i Vinger, död 8 april 1912 i Kristiania, var en norsk kirurg. Han var bror till Boye och Thorvald Strøm.
Strøm, som blev student 1871, studerade först farmaci och tog farmaceutisk examen 1878, innan han 1882 absolverade medicinsk examen. Han var därefter anställd vid Rikshospitalet i Kristiania, dels som kandidat, dels (1884–87) som förste underläkare i kirurgi. Han tog doktorsgraden 1889 på avhandlingen Om Knæledstuberkulosen, blev 1896 docent och samma år titulär professor i klinisk kirurgi och operation. År 1902 blev han ordinarie professor. 
Strøms dubbla utbildning gjorde honom särskilt användbar i kommissionen om den farmaceutiska medhjälparexamen 1888, i den permanenta farmakopékommissionen 1898 och i den rättsmedicinska kommissionen 1900; i den sistnämnda var han ordförande från 1906. Han var en framstående kirurg; han var den förste, som företog typiska gallstensoperationer i Norge och en av de första som avlägsnade ett struphuvud (1890), och 1894 företog han med lyckat resultat den första ventrikelresektionen i Norge. 